# 三葉牙副獅子魚
三葉牙副獅子鱼，为輻鰭魚綱鮋形目杜父魚亞目狮子鱼科的其中一種。分布於南冰洋克拉倫島與雪特蘭群島南部海域，屬深海底棲性魚類，棲息深度在水深315-335公尺，體長可達10.4公分，生活習性不明。